# Eldivan (district)
Eldivan is een Turks district in de provincie Çankırı en telt 5.711 inwoners (2007). Het district heeft een oppervlakte van 340,6 km². Hoofdplaats is Eldivan.
De bevolkingsontwikkeling van het district is weergegeven in onderstaande tabel.
| 1997   | 2000  | 2007  |
| ------ | ----- | ----- |
| 10.637 | 9.301 | 5.711 |

Centrale districtsplaats (İlçe Merkezi): Eldivan
Gemeenten (Beldeler): Geen
Dorpen (Köyler):
Akbulut · Akçalı · Büyükhacıbey · Çiftlikköy · Çukuröz · Elmacı · Gölez · Gölezkayı · Hisarcık · Hisarcıkkayı · Küçükhacıbey · Oğlaklı · Saray · Sarıtarla · Seydiköy · Yukarıyanlar